# Antonio María Claret
Antonio María Claret y Clará, född 23 december 1807 i Sallent, nära Barcelona, Katalonien, död 24 oktober 1870 i klostret Fontfroide, Languedoc, Frankrike, var en spansk (katalansk) ärkebiskop i Romersk-katolska kyrkan, ordensgrundare och missionär. Han vördas som helgon i Romersk-katolska kyrkan, med minnesdag den 24 oktober.

## Biografi
Antonio María Claret y Clará föddes i närheten av Barcelona som son till en ylletillverkare och blev själv vävare. Under studier i Barcelona lärde han sig latin och franska och tog värvning i armén. Han lämnade dock snart det världsliga livet och började läsa till präst; han prästvigdes den 13 juni 1835, men fortsatte studierna i teologi. Först tänkte han bli kartusian, inträdde som novis i jesuitorden istället, men beslutade sig sedan för att grunda en egen orden. Efter flera olika anställningar, sändes han till Kanarieöarna, och när han återvände därifrån, den 16 juli 1849, grundade han Claretianorden (Missionssönerna av Marie obefläckade hjärta) samt ett efter honom uppkallat bibliotek i Barcelona. Påve Pius IX utnämnde honom till ärkebiskop av Santiago de Cuba, och han biskopsvigdes den 6 oktober 1850. Nio år senare återkallades han till Spanien av Isabella II och blev hennes biktfader samt titulärärkebiskop av Traianopolis i Rhodope, men lämnade anställningen när drottningen erkände den nya italienska staten. År 1869 deltog han i Första Vatikankonciliet och begav sig sedan till Frankrike där han avled.
Påve Leo XIII förklarade honom venerabilis 1899, Pius XI saligförklarade honom den 25 februari 1934 och Pius XII helgonförklarade honom den 7 maj 1950. När hans reliker skulle flyttas 1897, var hans hjärta oförstört.

### Webbkällor
- ”Ven. Antonio María Claret y Clará”. Catholic Encyclopedia. New Advent. http://www.newadvent.org/cathen/16026a.htm. Läst 24 oktober 2017.
- ”Sant' Antonio Maria Claret, vescovo e fondatore”. Santi e Beati. http://www.santiebeati.it/dettaglio/29850. Läst 24 oktober 2017.
- Catholic-Hierarchy